# 喬納森·霍格
喬納森·李·霍格（英語：Jonathan Lee Hogg；1988年12月6日—）是一位愛爾蘭足球運動員。在場上的位置是中場。他現在效力於英超球隊哈德斯菲爾德足球俱樂部。他也曾效力於阿斯頓維拉和沃特福德。

## 外部連結
- 足球数据库：喬納森·霍格的球员统计数据
- Jonathan Hogg profile at the Aston Villa website